# Aphodius calcaratus
Aphodius calcaratus là một loài bọ cánh cứng trong họ Scarabaeidae. Loài này được Boheman miêu tả khoa học năm 1857.
Loài này phân bố ở Zimbabwe.